# Megachile sculpturalis
Megachile sculpturalis, conocida como la abeja gigante de la resina, es un insecto himenóptero que mide entre 14 y 24 mm. Es mucho más grande que otros miembros de la familia Megachilidae, aunque existen otras abejas aun de mayor tamaño. Es originaria de Japón y la China. Fue introducida accidentalmente al este de los Estados Unidos y en Ontario (Canadá) en tiempos recientes, y es abundante en la región de Nueva York. En Europa se citó por primera vez en las cercanías de Marsella, Francia, en 2009. Es predominantemente negra con vello marrón amarillento.
Usan cavidades ya existentes, incluyendo aquellas hechas por los abejorros carpinteros para hacer sus nidos. Usan barro y resina para la construcción del nido. Construyen celdillas que aprovisionan con polen donde depositan un huevo por celdilla. Pueden completar hasta diez celdillas.